# Tourisme dans le Gard
 (juin 2018).

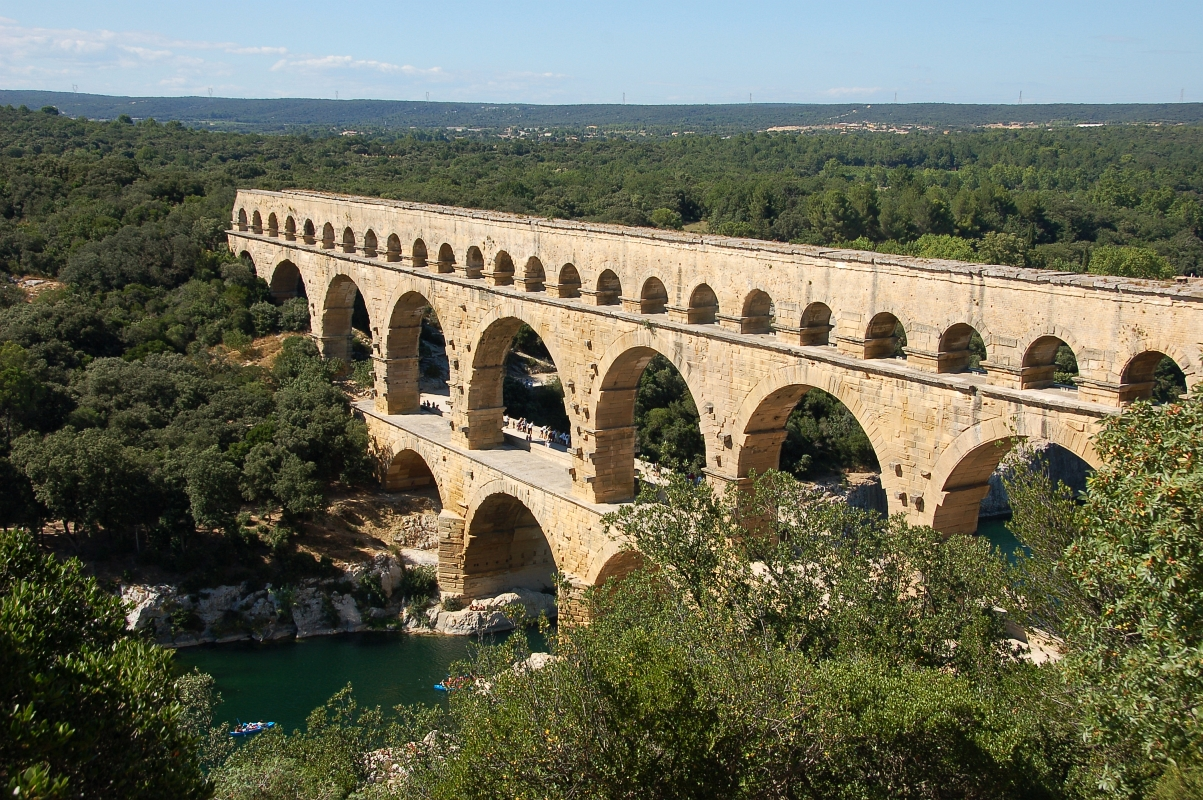
Pont du Gard

Cet article fait un point rapide sur les ressources touristiques du département français du Gard.

## Quelques repères sur le Gard
- 250 jours de soleil par an
- 23 km de littoral
- 4,5 millions de visiteurs par an dans les sites et monuments
- 19,5 millions de nuitées touristiques
- 465 monuments classés
- 3 000 km d'itinéraires randonnées
- Port-Camargue : 1er port de plaisance d'Europe
- 160  sites, hébergements, activités labellisées « Tourisme et Handicap »[1]

## Quelques sites touristiques du Gard

### Nord du département
- Cévennes

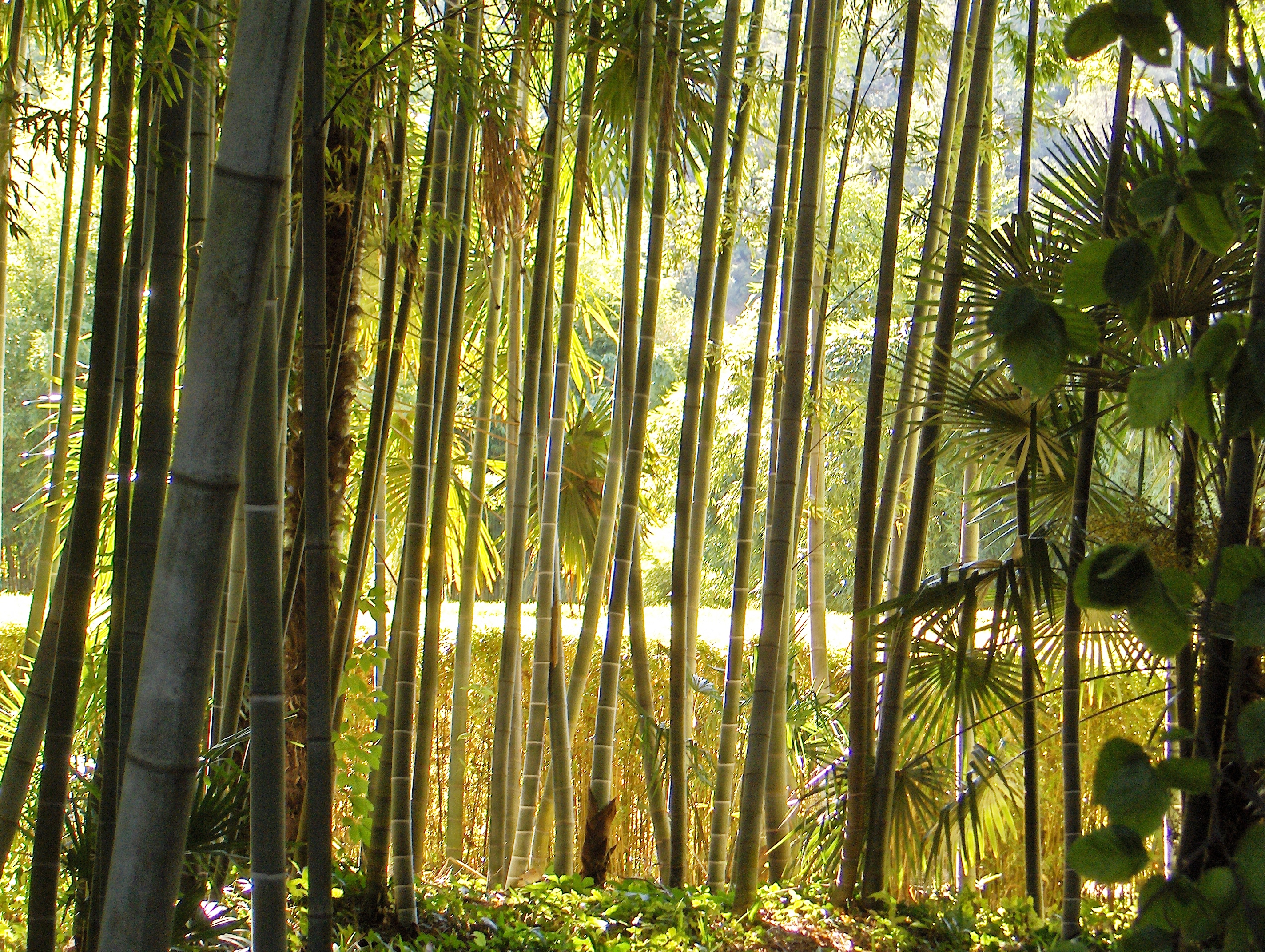
Bambouseraie de Prafrance

- Mont Aigoual et station de Prat Peyrot
- Abîme de Bramabiau, près de Camprieu
- Montée des 4000 marches, au départ de Valleraugue
- Arboretums de la Foux et de l'Hort de Dieu
- Cirque de Navacelles, près de Blandas
- Château de Portes
- Dinopedia Parc, à Champclauson
- Préhistorama, à Rousson
- Cascades du Sautadet et vallée de la Cèze
- Mine témoin d'Alès
- Grotte de la Cocalière, près de Saint-Ambroix
- Grotte de Trabuc, près de Mialet
- Musée du Désert, de l'histoire du protestantisme et des Camisards cévenols, près de Mialet
- Musée cévenol, au Vigan
- Musée des vallées cévenoles, à Saint-Jean-du-Gard
- Musée de la soie, à Saint-Hippolyte-du-Fort
- Poterie d'Anduze
- Train à vapeur des Cévennes, au départ d'Anduze
- Bambouseraie de Prafrance, près d'Anduze

### Centre du département
- Garrigue et capitelles

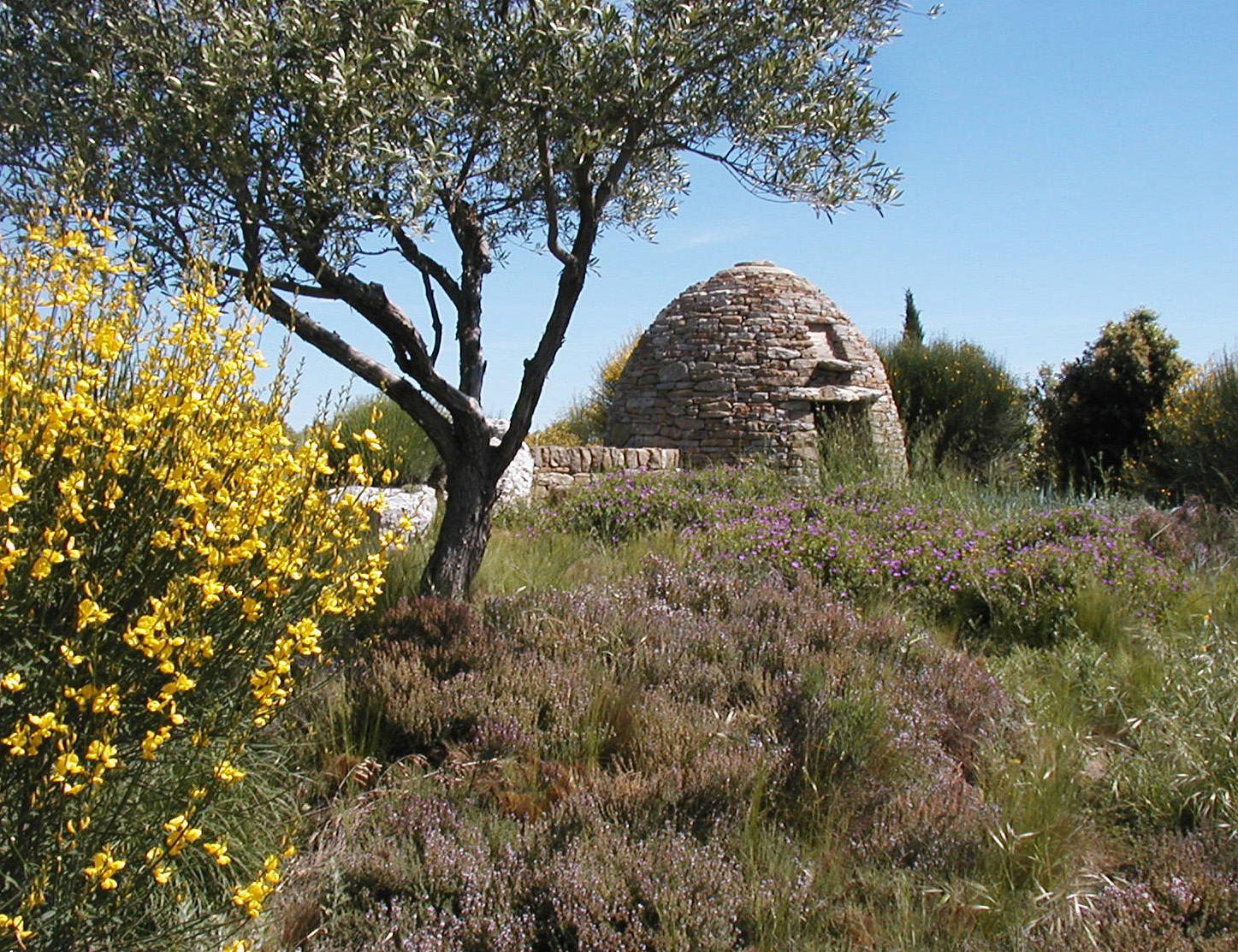
Capitelle dans la garrigue

- Moulins à huile et tourisme oleïcole, gastronomie et activités autour de l'AOC huile d'olive de Nîmes
- Uzès, son palais ducal et la fontaine d'Eure
- Musée du bonbon, à Uzès
- Musée de la poterie méditerranéenne, à Saint-Quentin-la-Poterie
- Circuit automobile et motocycliste de Lédenon
- Gorges du Gardon
- Pont du Gard, classé au patrimoine mondial de l'UNESCO
- Vézénobres, Castillon du Gard, etc. ainsi que d'autres petits villages médiévaux
- Sauve, Sommières et vallée du Vidourle
- Carrières antiques et festival de jazz, à Junas
- Plaine de la Vaunage, sa voie ferrée transformée en voie verte
- Oppidum de Nages
- Calvisson, sa maison du boutis, son œnopole consacré à l'histoire viticole locale et le roc de Gachone
- Musée de la source Perrier, à Vergèze
- Vallée du Rhône : Pont-Saint-Esprit, Villeneuve-lez-Avignon, Beaucaire, etc.
- Chartreuse de Valbonne
- Visiatome, près du site nucléaire de Marcoule
- Parc du Cosmos, aux Angles
- Musée du vélo et de la moto, à Domazan

### Nîmes

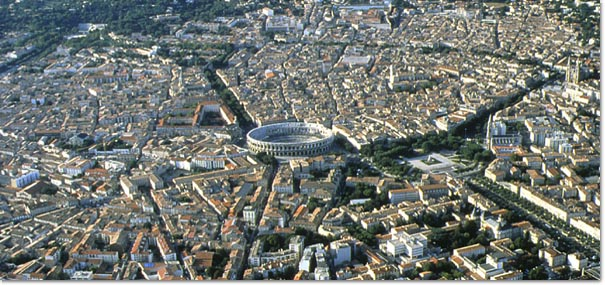
Nîmes

- Nîmes, son centre historique et ses festivités

→ Monuments romains
- Arènes de Nîmes
- Maison Carrée
- Tour Magne et temple de Diane, situés aux jardins de la Fontaine
- Porte d'Auguste
- Castellum divisorium

→ Musées
- Muséum d'histoire naturelle
- Musée archéologique
- Musée du Vieux Nîmes
- Musée des beaux-arts
- Carré d'Art, ses expositions et sa médiathèque

→ Ferias
- Feria de Pentecôte
- Feria des Vendanges

### Sud du département

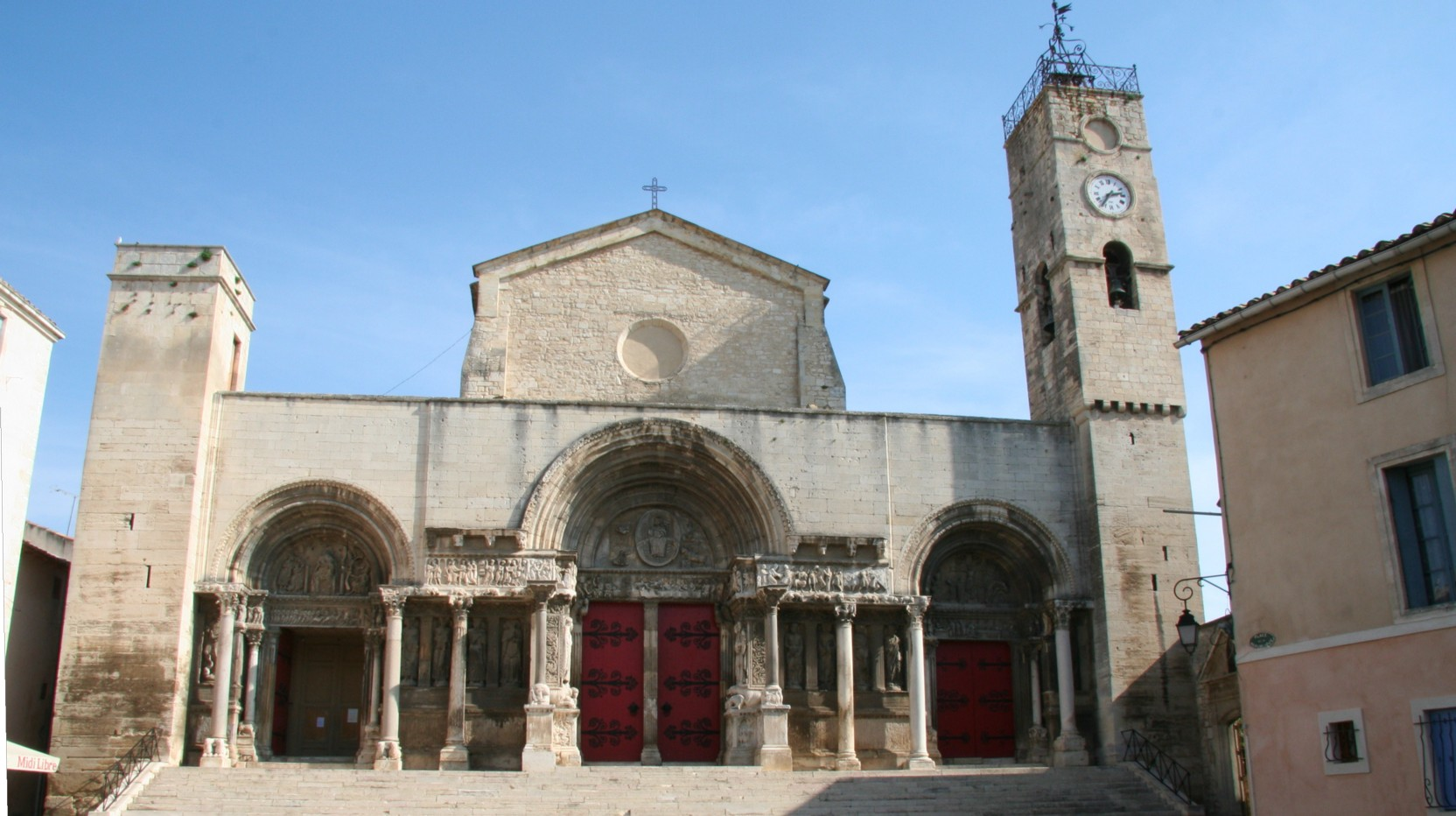
Abbaye de Saint-Gilles

- Costières, terroir viticole et activités autour de l'AOC Costières-de-nîmes
- Mas des Tourelles, domaine viticole et cave gallo-romaine, près de Beaucaire
- Abbaye de Saint-Roman, près de Beaucaire
- Voie Régordane, au départ de Saint-Gilles
- Abbaye de Saint-Gilles, son abbatiale, sa crypte et son escalier à vis
- Petite Camargue
- Centre de découverte du Scamandre, près de Gallician
- Tour Carbonnière, à Saint-Laurent-d'Aigouze
- Aigues-Mortes, ses remparts et sa cité médiévale
- Salins du Midi, à Aigues-Mortes
- Seaquarium, au Grau-du-Roi
- Pointe de l'Espiguette